# Dan Simonescu
Dan Simonescu (nume la naștere: Simion; (n. 11 decembrie 1902, Câmpulung, Muscel, România – d. 11 martie 1993, București, România) a fost un  istoric literar și bibliograf român, membru de onoare (din 1992) al Academiei Române.

## Biografie și activitate
După ce a absolvit cursurile secundare la Pitești, Dan Simonescu a urmat cursuri universitare la București (1921–1925). A obținut titlul de doctor în 1938, și pe cel de doctor docent în 1962. A fost influențat de școala de cercetare literară și bibliologie a lui Nicolae Cartojan și Ion Bianu, ale căror opere le-a ținut la mare preț.
Între 1953-1968 a fost cercetător științific la Institutul de Istorie al Academiei Române. 
A adunat și publicat materialul privitor la Bibliografia Românească Veche (volumul 3- fasc.3-8 și volumul 4, complementar, cuprinzând addenda și corrigenda la toate cele trei tomuri anterioare). A abordat pluridisciplinar istoria cărții românești și a realizat numeroase investigații bibliologice. A publicat sinteze asupra evoluției cărții românești (Pagini din istoria cărții românești, Scurtă istorie a cărții românești) și monografii istorico-bibliografice, consacrate tiparului arab și grecesc din Țările Române. A elaborat în 1976 primul manual românesc de bibliografie (Curs de teorie a bibliografiei) și primul manual de bibliologie. Astfel, în 1979, pentru prima dată, știința cărții a fost introdusă ca materie obligatorie în programa didactică (Biblioteconomie).
Activitatea lui se circumscrie domeniilor istoriei culturii, bibliografiei, bibliologiei și textologiei. Este responsabil pentru ediții critice de cronici românești, pentru studii privitoare la literatura românească veche (atât cronicărească, cât și populară) și pentru contribuții la istoria cărții și a tiparului românesc.
Printre discipolii lui sunt Corneliu Dima Drăgan, Ion Stoica, Mihail M. Robea, Gheorghe Buluță, George Corbu, Tudor Nedelcea, Victor Petrescu, Nedelcu Oprea, Mircea Regneală, Mircea Filip, Gheorghe Pătrar și alții.
A fost ales membru de onoare al Academiei Române în 1992.

## Opere
- „O însemnare românească pe o carte din Asia Mică”, Revista istorică română, IV: pp. 293–293, 1934
- „O nouă ediție din «Teatrul Politic» tradus de Nicolae Mavrocordat”, Revista istorică română, IV: p. 294, 1934
- „Iscălituri de cărturari în documente”, Revista istorică română, IV: pp. 294–296, 1934
- Istoria Tǎrii Romînești, 1290 - 1690: Letopisețul Cantacuzinesc, Întocmitǎ de C. Grecescu și D. Simonescu, București: Editura Academiei Republicii Populare Romîne, 1960
- Cronici și povestiri românești versificate, Studiu și ed. critică de Dan Simonescu, București: Editura Academiei Republicii Socialiste România, 1967
- Contribuții, Literatură română medievală, București: Editura Eminescu, 1984